# گمینا بیروتوو
گمینا بیروتوو (به لهستانی:  Gmina Bierutów) یک گمینا در لهستان است که در شهرستان اولشنگتسا واقع شده‌است. گمینا بیروتوو ۱۴۷٫۰۷ کیلومتر مربع مساحت و ۱۰٬۲۰۳ نفر جمعیت دارد.